# Baldwin (Géorgie)
Pour les articles homonymes, voir Baldwin.
Baldwin est une ville américaine située dans les comtés de Banks et de Habersham, en Géorgie. Selon le recensement de 2020, sa population est de 3 629 habitants.